# Буркгард фон Базель
Буркгард фон Базель (народився близько 1040 року в Фінельці на Більському озері; помер 12 квітня 1107 року в Базелі) був бургундським дворянином і єпископом Базеля з 1072 року до своєї смерті. Він був братом Куно з Феніса, який був єпископом у Лозанні.

## Дитинство і юність
Буркхард був сином бургундського дворянина Ульріха фон Феніса з дому графів Нойенбург і здобув освіту священика в кафедральній школі в Айхштетті. Найпізніше близько 1069 року він задокументований у Майнці як камергер архієпископа Зігфріда I.

## Союз з Генріхом IV
У 1072 році Буркхард був призначений єпископом Базеля Генріхом IV із Салійської династії. Він був одним із небагатьох, хто підтримав короля після його втечі з Гарцбурга до Вормса під час Саксонської війни  і взяв участь у Імперській асамблеї у Вормсі в січні 1076 року, на якій єпископи відмовилися від покори Папі Григорію VII.  Король Генріх IV і його вірні послідовники, включаючи Буркхарда, були відлучені від церкви. На території Генріха Рудольфа Райнфельденського було обрано антикоролем із найближчого географічного сусідства з єпископом Базеля. На Синоді в П'яченці він домагався схвалення єпископату для скинення папи Урбана II.
У 1077 році Буркхард супроводжував Генріха в його подорожі до Каносси, щоб домогтися від Папи скасування заборони після скромних благань і благань. Буркхард залишився вірним королю, а згодом імператору Генріху, за що отримав ландграфство Бухсгау в 1080 році. У 1084 році в Ельзасі було додано замок Раппольтштайн, а в 1095 році Генріх передав йому абатство Пфеферс у теперішньому кантоні Санкт-Галлен.

## Праця в Базелі
У 1083 році Буркхард фон Феніс заснував перший монастир у Базелі — монастир Св. Албана. Він також збудував першу міську стіну Базеля близько 1080 року. Він також наказав побудувати замок Ерлах близько 1100 року на схилі гори Жолімонт.